# Herman van den Belt
Herman van den Belt (Rijssen, 1 januari 1970) is een voormalig Nederlands basketbalcoach. Hij werd in 2010 voor de tweede keer aangesteld als hoofdcoach van Landstede Basketbal. Van den Belt werd in 2002, 2004-2005 en 2015-2016 verkozen tot 'coach van het jaar.

## Landstede Basketbal
Van den Belt werd in 1996 assistent coach bij Cees Lubbers The Hammers, die op dat moment gecoacht werden door Marco van den Berg. In het seizoen 2000/2001, de club heette inmiddels Landstede Hammers was hij tot oktober 2000 assistent-coach van Peter Krüsmann. Deze moest wegens privéomstandigheden stoppen, waarna Herman hem opvolgde als hoofdcoach. In 2002 en 2004-2005 werd hij verkozen tot 'coach van het jaar' en bereikte hij met Landstede Basketbal de finale van de beker en van de play-offs. Deze werden wel beide verloren. In het seizoen van 2009-2010 vertrok Van den Belt naar World Class AA Giants om daar assistent-coach te worden. De hoofdcoach was Erik Braal. Dit deed Van den Belt een jaar, waarna hij terugkeerde naar Landstede Basketbal.
In het seizoen 2018/19 won hij zijn eerste landskampioenschap met Landstede.

## Erelijst
| Competitie              | Aantal            | Jaren             |
| Landstede Hammers       | Landstede Hammers | Landstede Hammers |
| ----------------------- | ----------------- | ----------------- |
| Dutch Basketball League | 1×                | 2018/19           |
| Supercup                | 2×                | 2017, 2019        |
| Individueel             |                   |                   |
| DBL Coach van het Jaar  | 3×                | 2002, 2005, 2015  |